# Grease (film)
 For alternative betydninger, se Grease. (Se også artikler, som begynder med Grease)
Grease er en amerikansk film fra 1978 med John Travolta og Olivia Newton-John i hovedrollerne. Filmen bygger på musicalen Grease af Jim Jacobs og Warren Casey, og den er instrueret af Randal Kleiser.
Filmen blev en verdenssucces og bekræftede John Travoltas position som superstar efter hans store gennembrud med Saturday Night Fever. Olivia Newton-John havde praktisk taget ikke nogen erfaring med skuespil før Grease.
Filmens soundtrack var et hit i mange lande. Især huskes de to Travolta/Newton-John duetter, "You're The One That I Want" og "Summer Nights".
Fire år senere blev der lavet en opfølger, Grease 2, der ikke fik tilnærmelsesvis samme succes. Der var dog stort set heller ingen gengangere fra den oprindelige film, men en ung Michelle Pfeiffer fik en af sine første større roller i filmen.

## Handling
Filmen foregår på Rydell High School i 1950'erne, hvor man følger en gruppe elevers sidste år. Danny Zuko tilhører en drengegruppe, der gerne vil have et godt ry, men Danny har i sommerferien mødt den søde Sandy Olsson fra Australien og er blevet forelsket i hende. 
Hvad Danny ikke ved, er at Sandy er blevet udvekslingsstudent på netop Rydell, og hun prøver at finde sin plads i pigegruppen Pink ladies, der består af lederen Betty Rizzo, Marty, Frenchy og Jan. Danny bliver forvirret over at se Sandy, og det meste af filmen går med forviklingerne mellem de to. Undervejs er der mange små bihistorier med nogle af de andre unge fra de to grupper, suppleret af et tv-transmitteret bal fra skolen og et bilvæddeløb mellem Kenickie fra Dannys gruppe og en barsk fyr fra en rivaliserende gruppe.

Filmen slutter med dimissionsfesten, hvor alle små problemer bliver løst. Sandy har fået hjælp til at blive forvandlet til en sej pige, og hun og Danny ender med at blive sammen og flyver til slut væk i Dannys bil. Kenickie spiller også en væsentlig rolle. 

## Medvirkende
Blandt de medvirkende er:
- John Travolta - Danny Zuko
- Olivia Newton-John - Sandy Olsen
- Stockard Channing - Betty Rizzo
- Sid Caesar - Coach Calhoun
- Eve Arden - Principal McGee
- Frankie Avalon - 'The Teen Angel'
- Bandet Sha Na Na

## Soundtrack
Soundtracket blev udsendt som et dobbeltalbum med følgende indhold:
| 1. Grease (Frankie Valli) 2. Summer Nights (John Travolta/Olivia Newton-John) 3. Hopelessly Devoted to You (Olivia Newton-John) 4. You're The One That I Want (John Travolta & Olivia Newton-John) 5. Sandy (John Travolta) 1. Beauty School Dropout (Frankie Avalon) 2. Look At Me, I'm Sandra Dee (Stockard Channing) 3. Greased Lightning' (John Travolta/Jeff Conaway) 4. It's Raining on Prom Night (Cindy Bullens) 5. Alone at a Drive-In Movie (instrumental) 6. Blue Moon (Sha Na Na) | 1. Rock n'Roll is Here To Stay (Sha Na Na) 2. Those Magic Changes (Sha Na Na) 3. Hound Dog (Sha Na Na) 4. Born To Hand Jive (Sha Na Na) 5. Tears On My Pillow (Sha Na Na) 6. Mooning (Louis St. Louis & Cindy Bullens) 1. Freddy, My Love (Cindy Bullens) 2. Rock n'Roll Party Queen (Louis St. Louis) 3. There are Worse Things I Could Do (Stockard Channing) 4. Look At Me, I'm Sandra Dee (Olivia Newton-John) 5. We Go Together (John Travolta & Olivia Newton-John) 6. Love Is A Many Splendored Thing (instrumental) 7. Grease (Frankie Valli – gentagelse) |